# Prometheus (Bainton)
Prometheus is een symfonisch gedicht gecomponeerd door Edgar Bainton. Hij componeerde er aan van maart tot 3 mei 1909 en mocht zelf de première geven in Newcastle-upon-Tyne tijdens een muziekfestival. De componist was toen docent aan het conservatorium aldaar. Waarschijnlijk dirigeerde hij het plaatelijks amateursymfonieorkest. Bainton voorzag de partituur nog van een indicatie wie Prometheus was. Het slot van het werk doet sterk denken aan de muziek van Edward Elgar (breed uitgesponnen). Zoals zoveel werk van Bainton was het na oplevering even populair maar zakte de belangstelling voor het werk snel weg. Het belandde na een jaar op de plank. Zijn instrumentale werken zouden geheel in het niet verdwijnen ten opzichte van zijn kerkmuziek. Dat de componist al snel naar Australië verhuisde zorgde ook al niet voor een aanhoudende bekendheid. 
Van het werk is een opname beschikbaar. Het Royal Scottish National Orchestra nam het in 2010 onder leiding van Martin Yates op, een eerste uitvoering sinds 1910. Het werk behoort tot het niet uitgegeven gedeelte uit het oeuvre van de componist. De opnamen zijn aan de hand van de papieren in het bezit van de Edgar Bainton Society gedaan.